# Alessandrina di Prussia (granduchessa 1842)
Alessandrina di Prussia (in tedesco Friederike Wilhelmine Luise Elisabeth Alexandrine Prinzessin von Preußen; Berlino, 1º febbraio 1842 – Potsdam, 26 marzo 1906), nata principessa di Prussia, divenne granduchessa di Meclemburgo-Schwerin per matrimonio.

## Origini

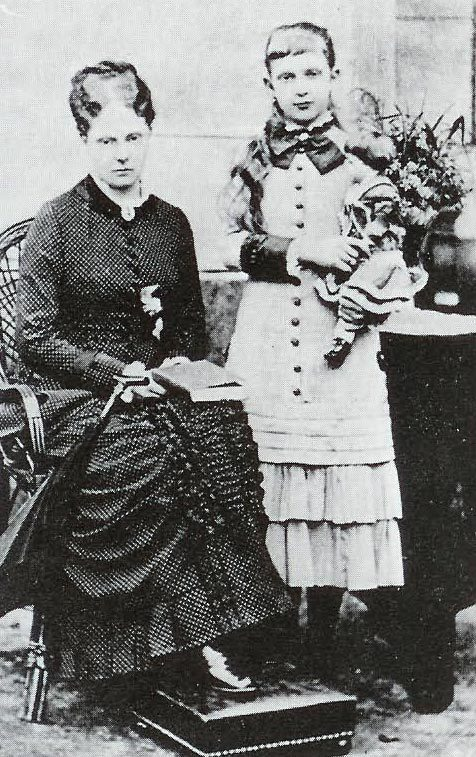
Alessandrina e la sorella maggiore Carlotta

Alessandrina era la figlia del principe Alberto di Prussia, figlio del re Federico Guglielmo III di Prussia e di sua moglie, la principessa Marianna di Orange-Nassau, figlia del re Guglielmo I dei Paesi Bassi. Venne battezzata con il nome di Alessandrina in onore di sua zia, Alessandrina di Prussia.
Il matrimonio dei suoi genitori fu sciolto il 28 marzo 1849. Suo padre si risposò in seguito nel 1853 con una delle damigelle d'onore della corte, Rosalia von Rauch, che fu creata Contessa di Hohenau. La coppia ebbe due figli. La madre si risposò morganaticamente con Johannes van Rossum, un ex cocchiere, avendo dei figli.
A causa del matrimonio travagliato dei suoi genitori, Alessandrina era a tutti gli effetti la figlia adottiva dei suoi zii, il re Federico Guglielmo IV di Prussia e della regina Elisabetta Ludovica di Baviera, andando a vivere con loro, crescendo come se fosse stata la loro figlia.

## Matrimonio
Alessandrina fu considerata come possibile sposa per Alberto Edoardo, Principe di Galles, ma non venne giudicata "abbastanza intelligente o abbastanza bella" da sua sorella, la principessa Vittoria. In seguito il principe sposò Alessandra di Danimarca. Nonostante il suo commento, Vittoria aveva una predilezione per Alessandrina, scrivendo a sua madre che era "una ragazza eccellente e molto ammirata". C'erano anche dei vantaggi finanziari in un matrimonio con Alessandrina; aveva già ricevuto una ricca eredità da sua madre e ed era previsto ricevesse una dote ancora più ricca quando si sarebbe sposata. Di conseguenza, Vittoria cercò di sposare la ragazza con un altro suo parente inglese, il principe Giorgio, duca di Cambridge. 
Tuttavia, il 9 dicembre 1865 Alessandrina sposò invece il cugino Guglielmo di Meclemburgo-Schwerin, figlio ultimogenito del granduca Paolo Federico di Meclemburgo-Schwerin e della principessa Alessandrina di Prussia. 
Dal loro matrimonio nacque una sola figlia:
- Carlotta di Meclemburgo-Schwerin (7 novembre 1868-20 dicembre 1944), sposò in prime nozze Enrico XVII di Reuss-Köstritz e, in seconde nozze, Robert Schmidt.

Il matrimonio fu infelice: Guglielmo aveva la fama di avere un carattere dissoluto ed era quasi sempre ubriaco; quindi fu sorprendente che la regina Elisabetta, estremamente pia e recentemente vedova, desse il suo consenso alla fidanzamento. In due occasioni Guglielmo era stato privato del suo comando nell'esercito prussiano e aveva recentemente proposto un matrimonio alla celebre ballerina Maria Taglioni; di conseguenza era generalmente considerato la "pecora nera" della famiglia. Indipendentemente da ciò, la regina le donò un grande corredo di sontuosi vestiti e gioielli. L'altro zio, l'imperatore Guglielmo I, le regalò una collana di diamanti opulenti, mentre la madre, la principessa Marianna, le regalò una collana di ametiste siberiane e un diadema di smeraldi.
Durante il loro matrimonio la coppia visse al Palazzo Bellevue a Berlino. Alessandrina visse poco a Meclemburgo. 
Cercò di scappare più volte, solo per essere costretta a tornare per le pressioni della sua potente zia Alessandrina. Guglielmo riuscì con difficoltà a conservare un comando poco importante nell'esercito prussiano durante la guerra franco-prussiana. Venne gravemente ferito durante la guerra da un'esplosione.

## Morte
Dopo la morte del marito, Alessandrina si dedicò alla figlia, tenendo un ruolo minore nella vita pubblica. Morì il 26 marzo 1906 a Schloss Marley, nei pressi di Potsdam, Brandeburgo..

## Ascendenza
|                                   |                              |                                           | Genitori                                               |  |  | Nonni |  |  | Bisnonni                         |  |  | Trisnonni                    |  |
|                                   |                              |                                           |                                                        |  |  |       |  |  | Federico Guglielmo II di Prussia |  |  | Augusto Guglielmo di Prussia |  |
|                                   |                              |                                           |                                                        |  |  |       |  |  | Federico Guglielmo II di Prussia |  |  | Augusto Guglielmo di Prussia |  |
|                                   |                              | Luisa Amalia di Brunswick-Wolfenbüttel    |                                                        |  |  |       |  |  | Federico Guglielmo II di Prussia |  |  |                              |  |
| Federico Guglielmo III di Prussia |                              |                                           |                                                        |  |  |       |  |  | Federico Guglielmo II di Prussia |  |  |                              |  |
|                                   |                              | Federica Luisa d'Assia-Darmstadt          | Luigi IX d'Assia-Darmstadt                             |  |  |       |  |  |                                  |  |  |                              |  |
|                                   |                              | Federica Luisa d'Assia-Darmstadt          | Luigi IX d'Assia-Darmstadt                             |  |  |       |  |  |                                  |  |  |                              |  |
|                                   |                              | Federica Luisa d'Assia-Darmstadt          | Carolina del Palatinato-Zweibrücken-Birkenfeld         |  |  |       |  |  |                                  |  |  |                              |  |
| Alberto di Prussia                |                              | Federica Luisa d'Assia-Darmstadt          |                                                        |  |  |       |  |  |                                  |  |  |                              |  |
|                                   |                              | Carlo II di Meclemburgo-Strelitz          | Carlo Ludovico Federico di Meclemburgo-Strelitz        |  |  |       |  |  |                                  |  |  |                              |  |
|                                   |                              | Carlo II di Meclemburgo-Strelitz          | Carlo Ludovico Federico di Meclemburgo-Strelitz        |  |  |       |  |  |                                  |  |  |                              |  |
|                                   |                              | Carlo II di Meclemburgo-Strelitz          | Elisabetta Albertina di Sassonia-Hildburghausen        |  |  |       |  |  |                                  |  |  |                              |  |
| Luisa di Meclemburgo-Strelitz     |                              | Carlo II di Meclemburgo-Strelitz          |                                                        |  |  |       |  |  |                                  |  |  |                              |  |
|                                   |                              | Federica Carolina Luisa d'Assia-Darmstadt | Giorgio Guglielmo d'Assia-Darmstadt                    |  |  |       |  |  |                                  |  |  |                              |  |
|                                   |                              | Federica Carolina Luisa d'Assia-Darmstadt | Giorgio Guglielmo d'Assia-Darmstadt                    |  |  |       |  |  |                                  |  |  |                              |  |
|                                   |                              | Federica Carolina Luisa d'Assia-Darmstadt | Maria Luisa Albertina di Leiningen-Dagsburg-Falkenburg |  |  |       |  |  |                                  |  |  |                              |  |
| Alessandrina di Prussia           |                              | Federica Carolina Luisa d'Assia-Darmstadt |                                                        |  |  |       |  |  |                                  |  |  |                              |  |
|                                   | Guglielmo V di Orange-Nassau | Guglielmo IV di Orange-Nassau             |                                                        |  |  |       |  |  |                                  |  |  |                              |  |
|                                   | Guglielmo V di Orange-Nassau | Guglielmo IV di Orange-Nassau             |                                                        |  |  |       |  |  |                                  |  |  |                              |  |
|                                   | Guglielmo V di Orange-Nassau | Anna di Hannover                          |                                                        |  |  |       |  |  |                                  |  |  |                              |  |
| Guglielmo I dei Paesi Bassi       | Guglielmo V di Orange-Nassau |                                           |                                                        |  |  |       |  |  |                                  |  |  |                              |  |
|                                   |                              | Guglielmina di Prussia                    | Augusto Guglielmo di Prussia                           |  |  |       |  |  |                                  |  |  |                              |  |
|                                   |                              | Guglielmina di Prussia                    | Augusto Guglielmo di Prussia                           |  |  |       |  |  |                                  |  |  |                              |  |
|                                   |                              | Guglielmina di Prussia                    | Luisa Amalia di Brunswick-Wolfenbüttel                 |  |  |       |  |  |                                  |  |  |                              |  |
| Marianna di Orange-Nassau         |                              | Guglielmina di Prussia                    |                                                        |  |  |       |  |  |                                  |  |  |                              |  |
|                                   |                              | Federico Guglielmo II di Prussia          | Augusto Guglielmo di Prussia                           |  |  |       |  |  |                                  |  |  |                              |  |
|                                   |                              | Federico Guglielmo II di Prussia          | Augusto Guglielmo di Prussia                           |  |  |       |  |  |                                  |  |  |                              |  |
|                                   |                              | Federico Guglielmo II di Prussia          | Luisa Amalia di Brunswick-Wolfenbüttel                 |  |  |       |  |  |                                  |  |  |                              |  |
| Guglielmina di Prussia            |                              | Federico Guglielmo II di Prussia          |                                                        |  |  |       |  |  |                                  |  |  |                              |  |
|                                   |                              | Federica Luisa d'Assia-Darmstadt.         | Luigi IX d'Assia-Darmstadt                             |  |  |       |  |  |                                  |  |  |                              |  |
|                                   |                              | Federica Luisa d'Assia-Darmstadt.         | Luigi IX d'Assia-Darmstadt                             |  |  |       |  |  |                                  |  |  |                              |  |
|                                   |                              | Federica Luisa d'Assia-Darmstadt.         | Carolina del Palatinato-Zweibrücken-Birkenfeld         |  |  |       |  |  |                                  |  |  |                              |  |
|                                   |                              | Federica Luisa d'Assia-Darmstadt.         |                                                        |  |  |       |  |  |                                  |  |  |                              |  |